# 寒山寺
寒山寺是位於江蘇省蘇州市城西閶門外5公里的楓橋鎮的一個佛寺，坐東朝西，門對古運河。

## 历史
寒山寺相傳始建於六朝時期的梁武帝天監年間（502年-519年），初名「妙利普明塔院」，唐貞觀年間，傳說當時的名僧寒山和拾得從天台山來此作住持，遂改名寒山寺。
寒山寺因唐朝詩人張繼的《楓橋夜泊》：“月落烏啼霜滿天，江楓漁火對愁眠，姑蘇城外寒山寺，夜半鐘聲到客船。”而聞名中外。宋朝太平興國初年，節度使孫承祐建七層浮屠。嘉祐中改“普明禪院”。紹興四年僧法迁重建。明朝洪武、永乐、嘉靖、万历各帝都重修寒山寺。嘉靖年间，僧本寂铸大铜鐘和鐘楼。。
清道光年間，寒山寺發生全寺僧侶香客140多人為方丈祝壽時誤食毒菇死亡的意外，以至香火一度中斷，直到數年後方得重建。
咸丰十年，苏州寒山寺毁于太平军战火。

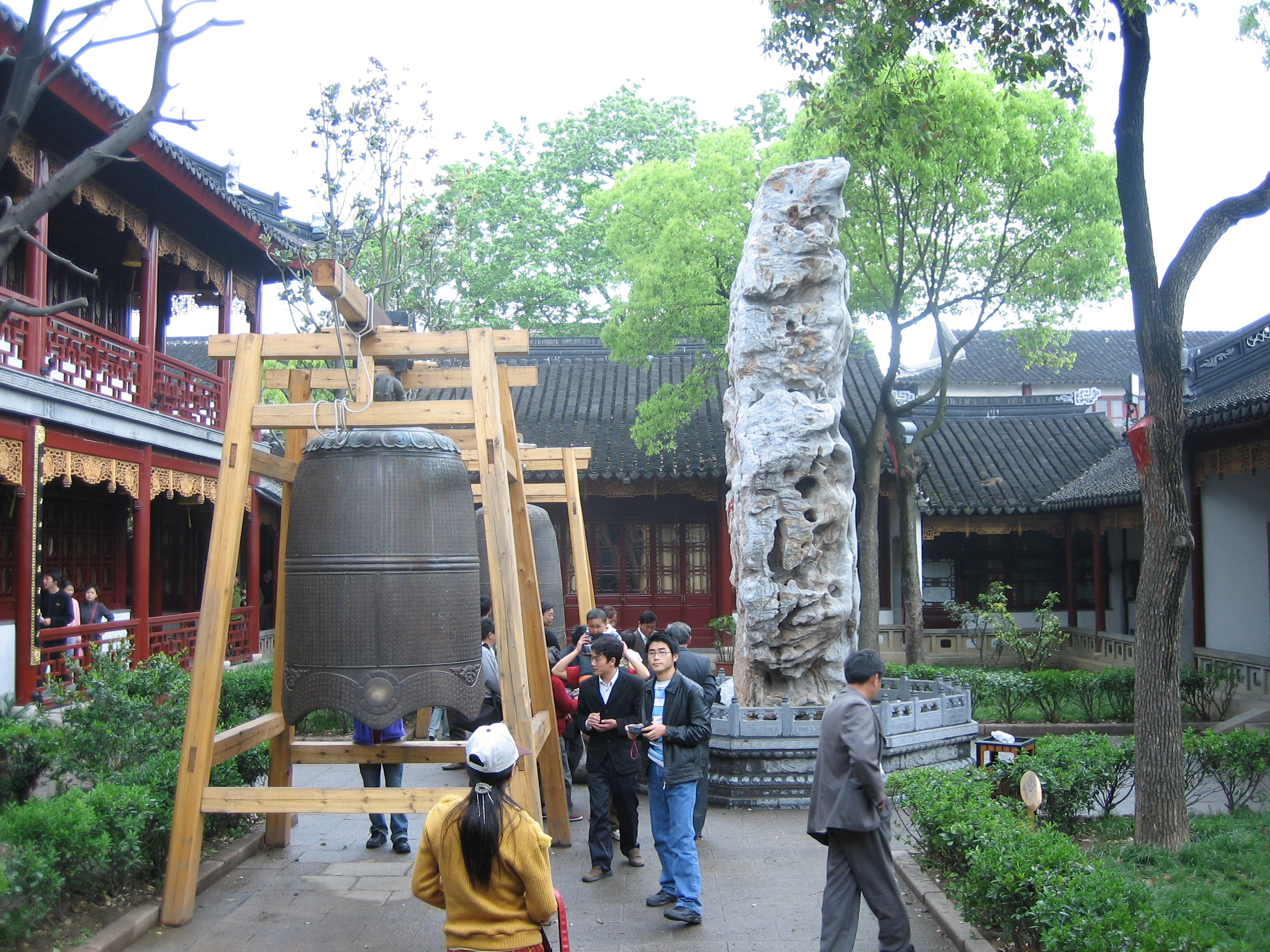
寒山寺钟

文化大革命期间（1966-1976年），寺内佛像、法器、殿阁受损，寺藏文物被查抄，寒山寺基本上只剩下一个空壳，墙垣倾倒，佛殿损坏，游人香客绝迹。 寒山寺一度成为红卫兵的司令部，成了关押老干部的集中营、造反派刑讯逼供之场所，甚至有被拷打至死者。性空长老事先采取保护措施，使碑刻、藏经、罗汉等得以保存，1968年性空被迫下放昆山农村劳动，1970年空寺由市文管会代管。1978年起，经整修后恢复对外开放，改革开放后寺院不断进行翻建、扩建、整修，1980年寒山寺被批准为首批全国重点开放寺院之一。

## 寒山寺鐘
據日本帝室博物館（今東京國立博物館）館長股野琢在1908年記載於《葦杭遊記》的說法，寒山寺的唐鐘疑似在八國聯軍時被匪徒掠奪，被日本人大隈伯輾轉賣到日本，後遭富山縣某不識貨的寺院熔鑄新鐘。1905年江蘇巡撫陳夔龍向日方索討，調查後發現無鐘可還的日方只好含糊其詞，於翌年鑄新鐘相抵。
寒山寺現有两口百年老鐘， 一为陳夔龍主導制造的大鐘，另一为1906年日本制造的殿鐘，镌有日本首相伊藤博文铭文。2007年，寒山寺設置了在武汉铸造的一口108吨新铜鐘，铜钟高8.5米，口径5.2米，鐘面镌“古寒山寺”四个大字和《妙法莲华经》经文。另有鐘樓，目前開放給參觀民眾體驗昔日夜半鐘聲到客船的惆悵悽涼之感。
因其寺的聞名，甚至在中日戰爭當時，李香蘭在自己出演的「支那之夜」裡的歌曲「蘇州夜曲」中的歌詞「（響起的鐘聲迴盪著／寒山寺）」亦有提及。

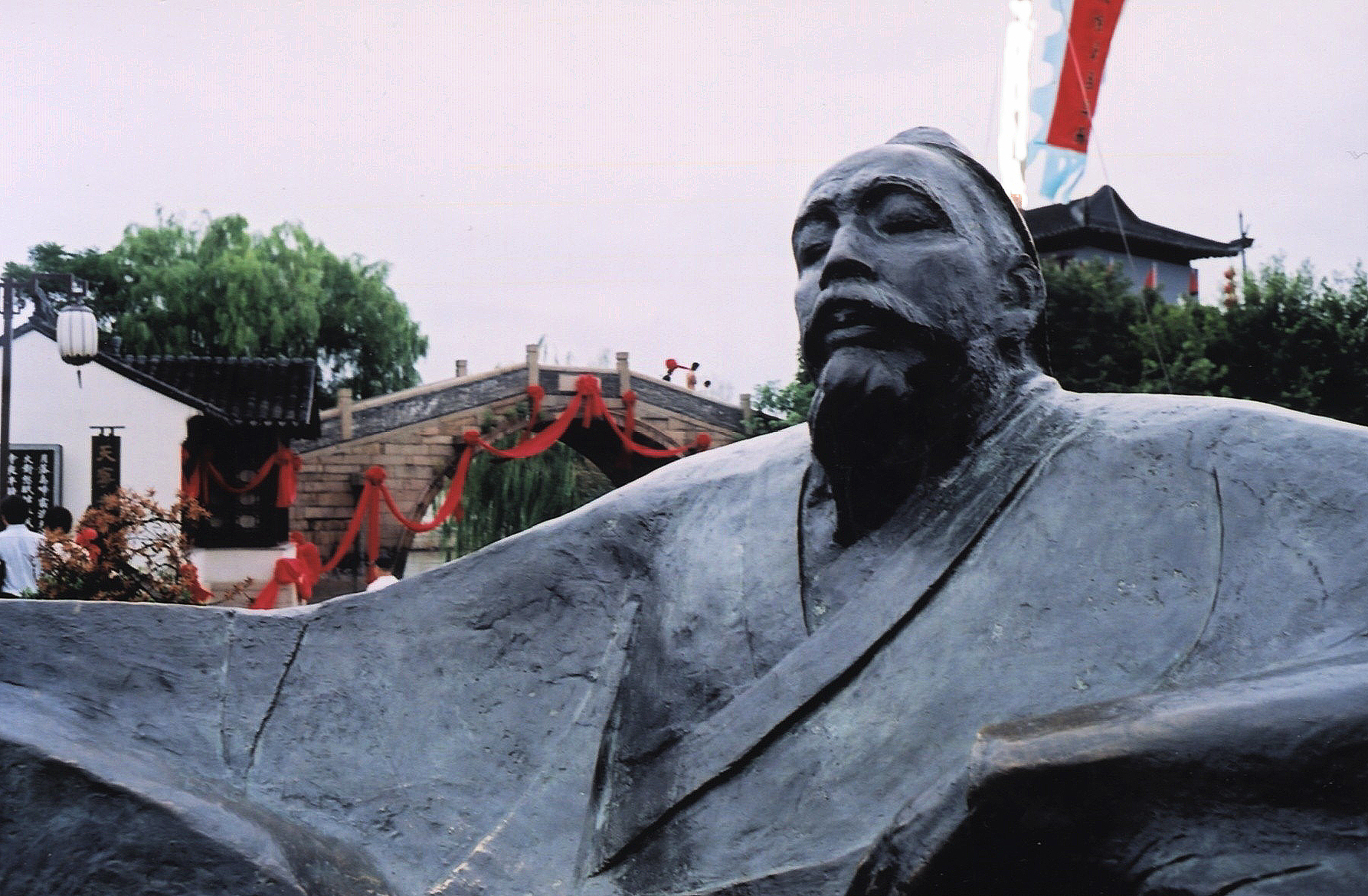
楓橋張繼雕像
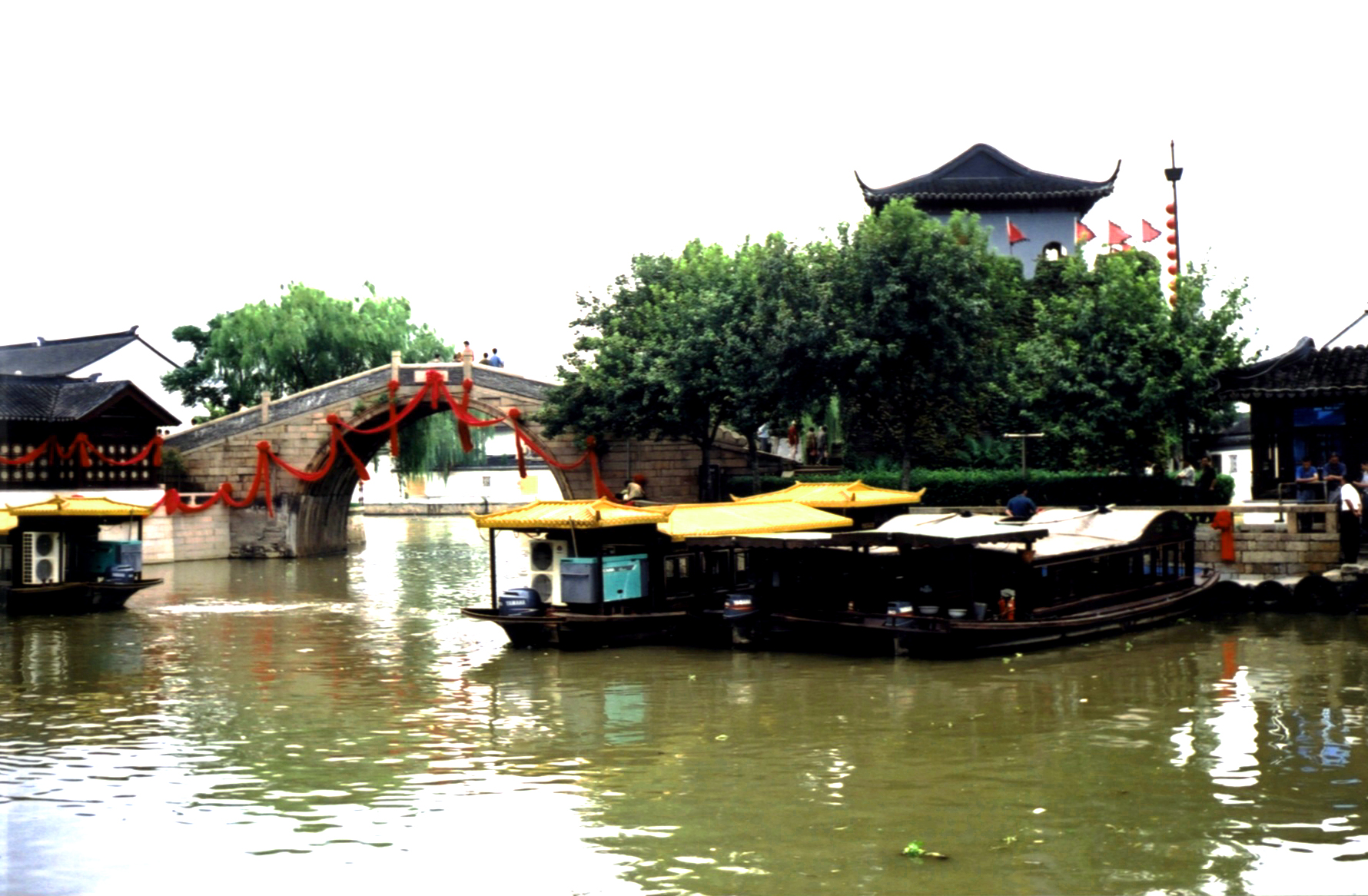
楓橋客船
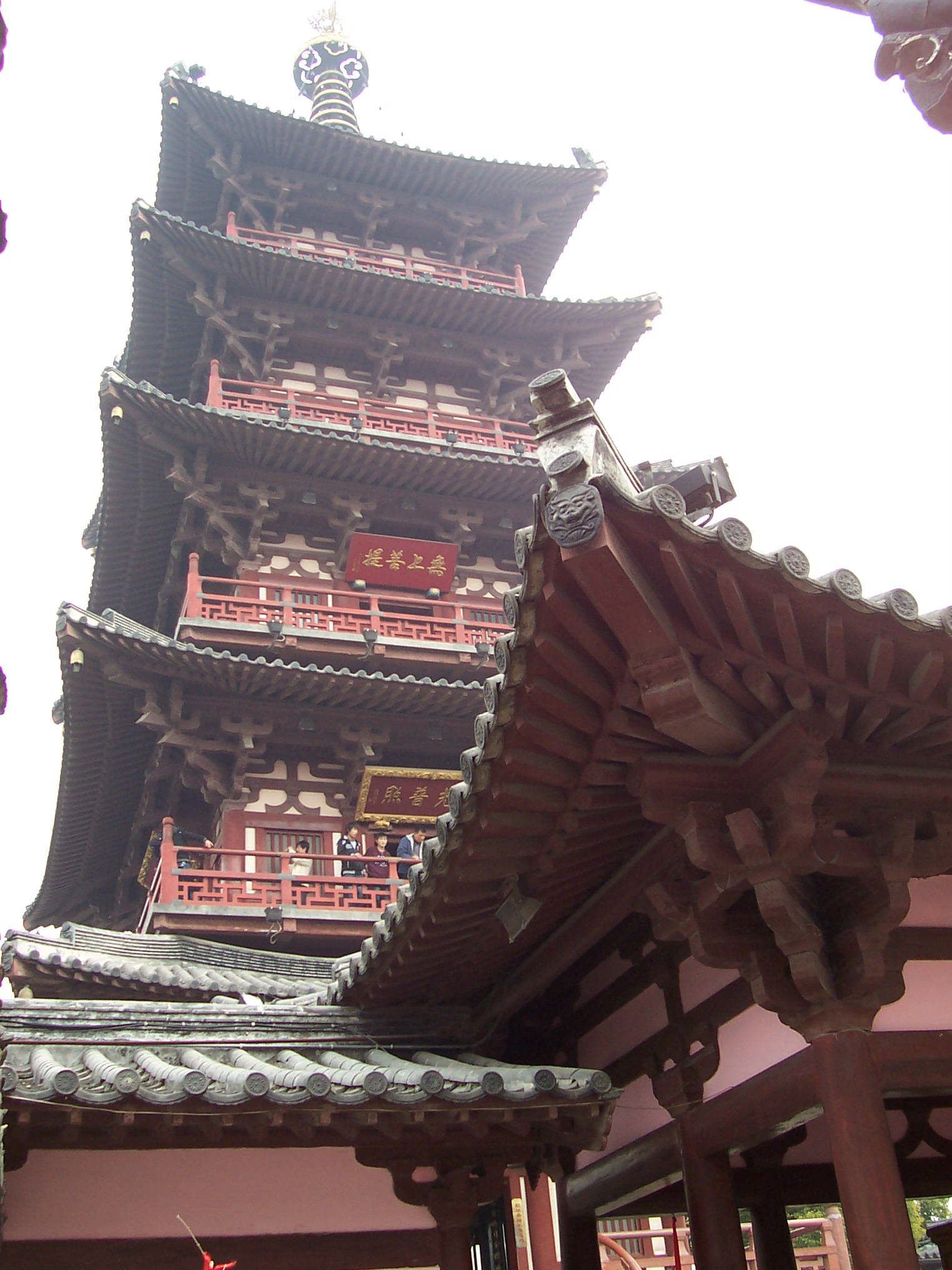
寒山寺的佛塔
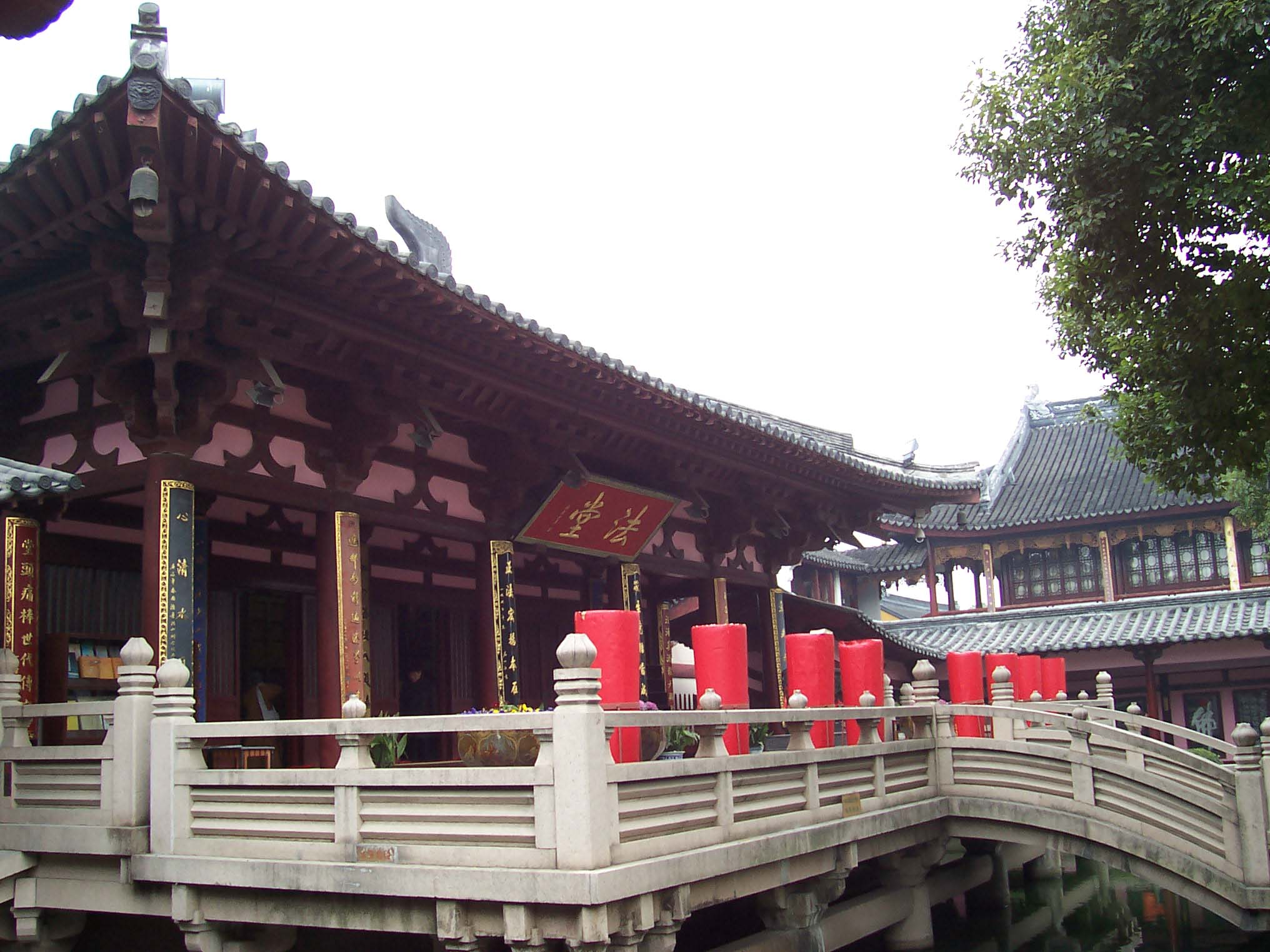
寒山寺法堂

## 参見
- 寒山
- 拾得
- 枫桥风景名胜区
- 枫桥镇

## 外部連結
- 寒山寺 （页面存档备份，存于）